# Skowronek białoskrzydły
Skowronek białoskrzydły, kalandra białoskrzydła (Alauda leucoptera) – gatunek małego ptaka z rodziny skowronków (Alaudidae), występujący głównie w Azji Środkowej i południowo-zachodniej Rosji. Do Polski zalatuje wyjątkowo. Nie jest zagrożony wyginięciem.

## Systematyka
Skowronka białoskrzydłego opisał w 1789 Johann Friedrich Gmelin w 13. edycji linneuszowskiego Systema Naturae, nadając mu nazwę Alauda sibirica. Później gatunek został przeniesiony do rodzaju Melanocorypha. Już w XX wieku okazało się, że nazwa Tanagra siberica Sparrman, 1786 jest młodszym synonimem Melanocorypha yeltoniensis (Forster, 1768) (kalandry czarnej), a zatem w rodzaju Melanocorypha epitet gatunkowy sibirica był już zajęty przez starszą nazwę Sparrmana i dla skowronka białoskrzydłego należało znaleźć nową nazwę naukową. W 1933 Hartert i Steinbacher zasugerowali, by nazwać go Melanocorypha leucoptera, wykorzystując nazwę nadaną temu ptakowi przez Pallasa. Autor ten opisał skowronka białoskrzydłego w 1811 pod nazwą Alauda leucoptera, a jako miejsce typowe wskazał Step Barabiński. W 2013 Mlíkovský wykazał, że Pallas nie jest autorem nazwy Alauda leucoptera, gdyż została ona użyta przez Hablizla w pracy opublikowanej anonimowo w języku rosyjskim w 1785. Badacze ci znali się osobiście, tak więc najprawdopodobniej Pallas wykorzystał nazwę z publikacji Hablizla. Mlíkovský zasugerował, by używać odtąd nazwy Melanocorypha leucoptera (Hablizl, 1785), a miejsce typowe zmienić na Krym, ale propozycja ta nie zyskała akceptacji innych systematyków.
Obecnie skowronek białoskrzydły znów zaliczany jest do rodzaju Alauda. Jest to gatunek monotypowy. 

## Zasięg występowania
Ptak ten gniazduje od południowo-zachodniej Rosji (na południe po tereny położone na północny zachód od Morza Kaspijskiego) na wschód po jezioro Bałchasz w Kazachstanie. Większość populacji wędrowna. Zimuje w południowo-zachodniej części zasięgu lęgowego i dalej na zachód po rejon na północ od Morza Czarnego oraz na południe po północny Iran.
W Polsce stwierdzony 4 razy, po raz ostatni w maju 1993 roku w Będziemyślu na Podkarpaciu. Stwierdzenie z 1978 roku zostało odrzucone przez Komisję Faunistyczną.

## Morfologia
Gatunek dość duży jak na skowronka, masywny, zwykle około 17–19 cm długości z rozpiętością skrzydeł sięgającą 35 cm. Masa ciała: samce 40–52 g, samice 36–48 g. Samiec posiada rdzawą czapeczkę oraz pokrywy skrzydłowe. Upierzenie samicy mniej kontrastowe. U obu płci skrzydło barwy kasztanowatej z charakterystycznym białym paskiem na tylnej krawędzi.

## Ekologia i zachowanie

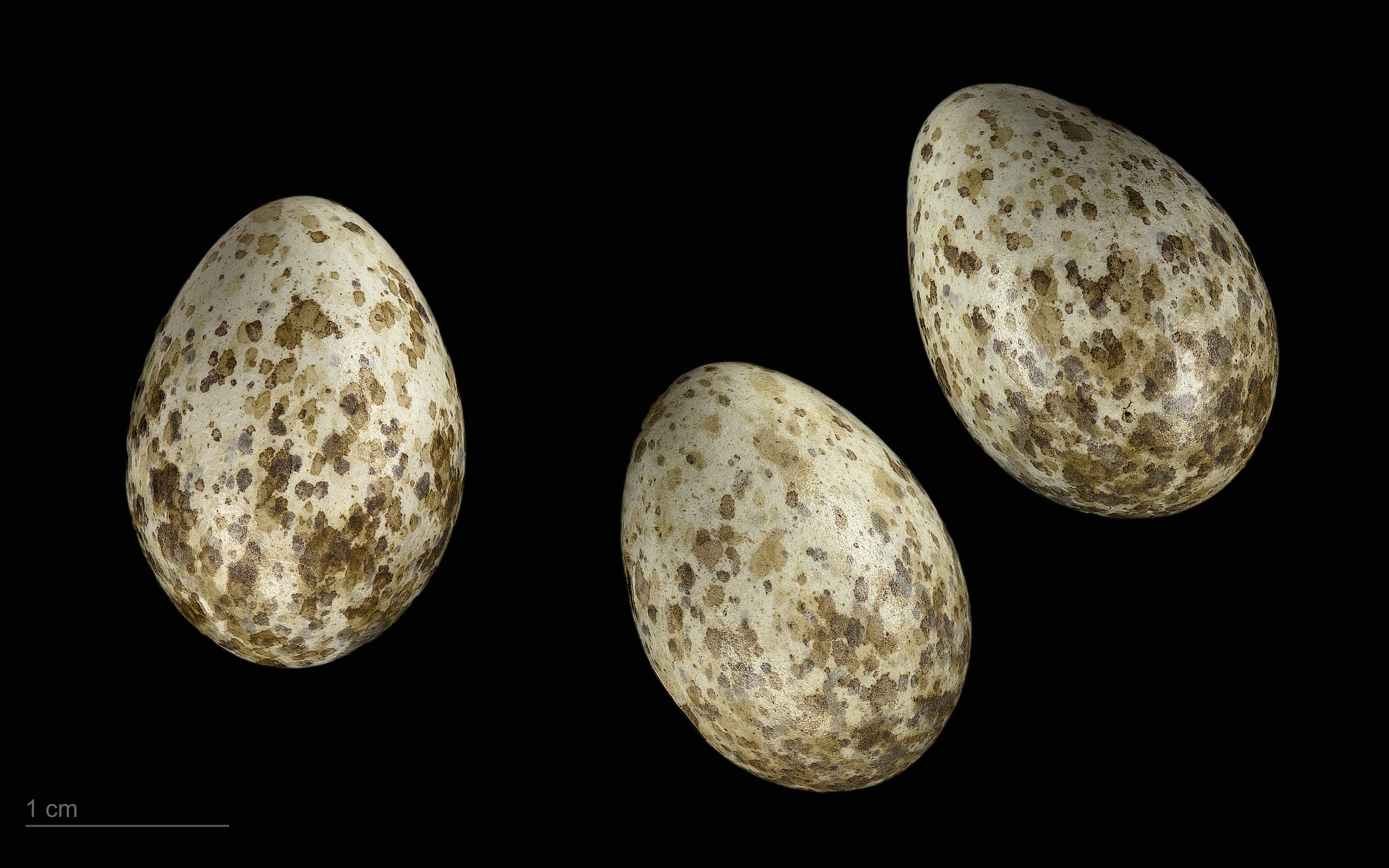
Jaja z kolekcji muzealnej

BiotopSkowronek białoskrzydły występuje głównie na płaskim lub lekko pofałdowanym stepie (w tym porośniętym przez rośliny z rodzaju Artemisia), rzadziej na polach uprawnych. Poza sezonem lęgowym występuje w szerszym zakresie siedlisk trawiastych, w tym na ścierniskach.
GniazdoUlepione z trawy, schowane wśród roślin na ziemi.
Jaja3–8 jaj wysiadywanych 12 dni.
PożywienieOwady (zwłaszcza w lecie) i nasiona.
GłosŚpiew podobny do skowronka zwyczajnego, nieco bardziej melodyjny.

## Status i ochrona
IUCN uznaje skowronka białoskrzydłego za gatunek najmniejszej troski (LC – Least Concern) nieprzerwanie od 1988. Liczebność światowej populacji, wstępnie obliczona w oparciu o szacunki organizacji BirdLife International dla Europy na rok 2015, zawiera się w przedziale 100–500 tysięcy dorosłych osobników. Globalny trend liczebności populacji uznawany jest za spadkowy.
Na terenie Polski gatunek ten jest objęty ścisłą ochroną gatunkową.